# Agonum basale
Agonum basale är en skalbaggsart som beskrevs av Leconte 1848. Agonum basale ingår i släktet Agonum och familjen jordlöpare. Inga underarter finns listade i Catalogue of Life.